# 2018-as labdarúgó-világbajnokság-selejtező (UEFA – B csoport)
A 2018-as labdarúgó-világbajnokság európai selejtező, B csoportjának eredményeit tartalmazó lapja. A csoport sorsolását 2015. július 25-én tartották Szentpéterváron. A csoportban a csapatok körmérkőzéses, oda-visszavágós rendszerben játszanak egymással. A csoportelső automatikus résztvevője lesz a világbajnokságnak, a csoport második helyezettje a pótselejtezőn vett részt.
A csoportban Portugália, Svájc, Magyarország, Feröer, Lettország és Andorra szerepelt. Portugália kijutott a világbajnokságra, Svájc pótselejtezőt játszott.

## Tabella
| Hely. | Csapat       | M  | Gy | D | V | G+ | G– | Gk  | P  | Továbbjutás                         |     | Portugália | Svájc | Magyarország | Feröer | Lettország | Andorra |
| ----- | ------------ | -- | -- | - | - | -- | -- | --- | -- | ----------------------------------- | --- | ---------- | ----- | ------------ | ------ | ---------- | ------- |
| 1.    | Portugália   | 10 | 9  | 0 | 1 | 32 | 4  | +28 | 27 | Kijutott a 2018-as világbajnokságra |     | —          | 2–0   | 3–0          | 5–1    | 4–1        | 6–0     |
| 2.    | Svájc        | 10 | 9  | 0 | 1 | 23 | 7  | +16 | 27 | Pótselejtező                        |     | 2–0        | —     | 5–2          | 2–0    | 1–0        | 3–0     |
| 3.    | Magyarország | 10 | 4  | 1 | 5 | 14 | 14 | 0   | 13 |                                     |     | 0–1        | 2–3   | —            | 1–0    | 3–1        | 4–0     |
| 4.    | Feröer       | 10 | 2  | 3 | 5 | 4  | 16 | −12 | 9  |                                     | 0–6 | 0–2        | 0–0   | —            | 0–0    | 1–0        |         |
| 5.    | Lettország   | 10 | 2  | 1 | 7 | 7  | 18 | −11 | 7  |                                     | 0–3 | 0–3        | 0–2   | 0–2          | —      | 4–0        |         |
| 6.    | Andorra      | 10 | 1  | 1 | 8 | 2  | 23 | −21 | 4  |                                     | 0–2 | 1–2        | 1–0   | 0–0          | 0–1    | —          |         |

## Mérkőzések
Az időpontok közép-európai idő szerint értendők.
| 2016. szeptember 6. 20:45 (20:45 UTC+2) |

| Andorra | 0–1               | Lettország |
| ------- | ----------------- | ---------- |
|         | (0–0) Jegyzőkönyv | Šabala 48' |

| Estadi Nacional, Andorra la Vella Nézőszám: 1115 Játékvezető: Clayton Pisani (máltai) |

| 2016. szeptember 6. 20:45 (19:45 UTC+1) |

| Feröer | 0–0                   | Magyarország |
| ------ | --------------------- | ------------ |
|        | Jegyzőkönyv Részletek |              |

| Tórsvøllur Stadion, Tórshavn Nézőszám: 4066 Játékvezető: Slavko Vinčić (szlovén) |

| 2016. szeptember 6. 20:45 (20:45 UTC+2) |

| Svájc                  | 2–0               | Portugália |
| ---------------------- | ----------------- | ---------- |
| Embolo 24' Mehmedi 30' | (2–0) Jegyzőkönyv |            |

| St. Jakob-Park, Bázel Nézőszám: 36 000 Játékvezető: Antonio Mateu Lahoz (spanyol) |

| 2016. október 7. 20:45 (20:45 UTC+2) |

| Magyarország   | 2–3                         | Svájc                                   |
| -------------- | --------------------------- | --------------------------------------- |
| Szalai 53' 71' | (0–0) Jegyzőkönyv Részletek | Seferović 51' Rodríguez 67' Stocker 89' |

| Groupama Aréna, Budapest Nézőszám: 21 668 Játékvezető: Björn Kuipers (holland) |

| 2016. október 7. 20:45 (21:45 UTC+3) |

| Lettország | 0–2               | Feröer                       |
| ---------- | ----------------- | ---------------------------- |
|            | (0–1) Jegyzőkönyv | Nattestad 19' Edmundsson 70' |

| Skonto stadion, Riga Nézőszám: 4823 Játékvezető: Szergij Bojko (ukrán) |

| 2016. október 7. 20:45 (19:45 UTC+1) |

| Portugália                                     | 6–0               | Andorra |
| ---------------------------------------------- | ----------------- | ------- |
| Ronaldo 2' 4' 47' 68' Cancelo 44' A. Silva 86' | (3–0) Jegyzőkönyv |         |

| Estádio Municipal, Aveiro Nézőszám: 25 120 Játékvezető: Oliver Drachta (osztrák) |

| 2016. október 10. 20:45 (20:45 UTC+2) |

| Andorra        | 1–2               | Svájc                            |
| -------------- | ----------------- | -------------------------------- |
| Martinez 90+1' | (0–1) Jegyzőkönyv | Schär 19' (11-esből) Mehmedi 77' |

| Estadi Nacional, Andorra la Vella Nézőszám: 2014 Játékvezető: John Beaton (skót) |

| 2016. október 10. 20:45 (19:45 UTC+1) |

| Feröer | 0–6               | Portugália                                                    |
| ------ | ----------------- | ------------------------------------------------------------- |
|        | (0–3) Jegyzőkönyv | A. Silva 12' 22' 37' Ronaldo 65' Moutinho 90+1' Cancelo 90+3' |

| Tórsvøllur, Tórshavn Nézőszám: 4780 Játékvezető: Gediminas Mažeika (litván) |

| 2016. október 10. 20:45 (21:45 UTC+3) |

| Lettország | 0–2                         | Magyarország           |
| ---------- | --------------------------- | ---------------------- |
|            | (0–1) Jegyzőkönyv Részletek | Gyurcsó 10' Szalai 77' |

| Skonto stadion, Riga Nézőszám: 4715 Játékvezető: Pawel Gil (lengyel) |

| 2016. november 13. 18:00 (18:00 UTC+1) |

| Magyarország                             | 4–0                         | Andorra |
| ---------------------------------------- | --------------------------- | ------- |
| Gera 34' Lang 43' Gyurcsó 73' Szalai 88' | (2–0) Jegyzőkönyv Részletek |         |

| Groupama Aréna, Budapest Nézőszám: 20 479 Játékvezető: Christos Nicolaides (ciprusi) |

| 2016. november 13. 18:00 (18:00 UTC+1) |

| Svájc                         | 2–0               | Feröer |
| ----------------------------- | ----------------- | ------ |
| Derdiyok 27' Lichtsteiner 83' | (1–0) Jegyzőkönyv |        |

| Swissporarena, Luzern Nézőszám: 14 800 Játékvezető: Sébastien Delferière (belga) |

| 2016. november 13. 20:45 (19:45 UTC±0) |

| Portugália                                          | 4–1               | Lettország  |
| --------------------------------------------------- | ----------------- | ----------- |
| Ronaldo 28' (11-esből) 85' Carvalho 70' Alves 90+2' | (1–0) Jegyzőkönyv | Zjuzins 67' |

| Estádio Algarve, Faro/Loulé Nézőszám: 20 744 Játékvezető: Bobby Madden (skót) |

| 2017. március 25. 18:00 (18:00 UTC+1) |

| Andorra | 0–0         | Feröer |
| ------- | ----------- | ------ |
|         | Jegyzőkönyv |        |

| Estadi Nacional, Andorra la Vella Nézőszám: 1755 Játékvezető: Ognjen Valjić (bosznia-hercegovinai) |

| 2017. március 25. 18:00 (18:00 UTC+1) |

| Svájc     | 1–0               | Lettország |
| --------- | ----------------- | ---------- |
| Drmić 66' | (0–0) Jegyzőkönyv |            |

| Stade de Genève, Genf Nézőszám: 25 000 Játékvezető: Vladislav Bezborodov (orosz) |

| 2017. március 25. 20:45 (19:45 UTC±0) |

| Portugália                   | 3–0                         | Magyarország |
| ---------------------------- | --------------------------- | ------------ |
| A. Silva 32' Ronaldo 36' 65' | (2–0) Jegyzőkönyv Részletek |              |

| Estádio da Luz, Lisszabon Nézőszám: 57 816 Játékvezető: Szymon Marciniak (lengyel) |

| 2017. június 9. 20:45 (20:45 UTC+2) |

| Andorra   | 1–0                         | Magyarország |
| --------- | --------------------------- | ------------ |
| Rebés 26' | (1–0) Jegyzőkönyv Részletek |              |

| Estadi Nacional, Andorra la Vella Nézőszám: 2407 Játékvezető: Charalambos Kalogeropoulos (görög) |

| 2017. június 9. 20:45 (19:45 UTC+1) |

| Feröer | 0–2               | Svájc                 |
| ------ | ----------------- | --------------------- |
|        | (0–1) Jegyzőkönyv | Xhaka 36' Shaqiri 59' |

| Tórsvøllur, Tórshavn Nézőszám: 4594 Játékvezető: Luca Banti (olasz) |

| 2017. június 9. 20:45 (21:45 UTC+3) |

| Lettország | 0–3               | Portugália                   |
| ---------- | ----------------- | ---------------------------- |
|            | (0–1) Jegyzőkönyv | Ronaldo 41' 63' A. Silva 67' |

| Skonto stadion, Riga Nézőszám: 8087 Játékvezető: Kovács István (román) |

| 2017. augusztus 31. 20:45 (20:45 UTC+2) |

| Magyarország                      | 3–1                         | Lettország    |
| --------------------------------- | --------------------------- | ------------- |
| Kádár 6' Szalai 26' Dzsudzsák 68' | (2–1) Jegyzőkönyv Részletek | Freimanis 40' |

| Groupama Aréna, Budapest Nézőszám: 16 500 Játékvezető: Yevhen Aranovsky (ukrán) |

| 2017. augusztus 31. 20:45 (19:45 UTC+1) |

| Portugália                                              | 5–1               | Feröer          |
| ------------------------------------------------------- | ----------------- | --------------- |
| Ronaldo 3' 28' (11-esből) 65' Carvalho 58' Oliveira 85' | (2–1) Jegyzőkönyv | Baldvinsson 38' |

| Estádio do Bessa, Porto Nézőszám: 26 514 Játékvezető: Srđan Jovanović (szerb) |

| 2017. augusztus 31. 20:45 (20:45 UTC+2) |

| Svájc                              | 3–0               | Andorra |
| ---------------------------------- | ----------------- | ------- |
| Seferović 43' 63' Lichtsteiner 67' | (1–0) Jegyzőkönyv |         |

| kybunpark, St. Gallen Nézőszám: 13 600 Játékvezető: Tore Hansen (norvég) |

| 2017. szeptember 3. 18:00 (17:00 UTC+1) |

| Feröer         | 1–0               | Andorra |
| -------------- | ----------------- | ------- |
| Rólantsson 32' | (1–0) Jegyzőkönyv |         |

| Tórsvøllur Stadion, Tórshavn Nézőszám: 4357 Játékvezető: Alan Mario Sant (máltai) |

| 2017. szeptember 3. 20:45 (20:45 UTC+2) |

| Magyarország | 0–1                         | Portugália   |
| ------------ | --------------------------- | ------------ |
| Priskin 30′  | (0–0) Jegyzőkönyv Részletek | A. Silva 48' |

| Groupama Aréna, Budapest Nézőszám: 21 800 Játékvezető: Danny Makkelie (holland) |

| 2017. szeptember 3. 20:45 (21:45 UTC+3) |

| Lettország | 0–3               | Svájc                                              |
| ---------- | ----------------- | -------------------------------------------------- |
|            | (0–1) Jegyzőkönyv | Seferović 9' Džemaili 54' Rodríguez 58' (11-esből) |

| Skonto stadion, Riga Nézőszám: 7587 Játékvezető: Serdar Gözübüyük (holland) |

| 2017. október 7. 18:00 (17:00 UTC+1) |

| Feröer | 0–0         | Lettország |
| ------ | ----------- | ---------- |
|        | Jegyzőkönyv |            |

| Tórsvøllur, Tórshavn Nézőszám: 4203 Játékvezető: Robert Schörgenhofer (osztrák) |

| 2017. október 7. 20:45 (20:45 UTC+2) |

| Andorra | 0–2               | Portugália               |
| ------- | ----------------- | ------------------------ |
|         | (0–0) Jegyzőkönyv | Ronaldo 63' A. Silva 86' |

| Estadi Nacional, Andorra la Vella Nézőszám: 3193 Játékvezető: Miroslav Zelinka (cseh) |

| 2017. október 7. 20:45 (20:45 UTC+2) |

| Svájc                                             | 5–2                         | Magyarország          |
| ------------------------------------------------- | --------------------------- | --------------------- |
| Xhaka 18' Frei 20' Zuber 43' 49' Lichtsteiner 83' | (3–0) Jegyzőkönyv Részletek | Guzmics 59' Ugrai 89' |

| St. Jakob-Park, Bázel Nézőszám: 32 018 Játékvezető: Paolo Tagliavento (olasz) |

| 2017. október 10. 20:45 (20:45 UTC+2) |

| Magyarország | 1–0                         | Feröer |
| ------------ | --------------------------- | ------ |
| Böde 81'     | (0–0) Jegyzőkönyv Részletek |        |

| Groupama Aréna, Budapest Nézőszám: 21 400 Játékvezető: Roi Reinshreiber (izraeli) |

| 2017. október 10. 20:45 (21:45 UTC+3) |

| Lettország                                | 4–0               | Andorra |
| ----------------------------------------- | ----------------- | ------- |
| Ikaunieks 11' Šabala 19' 59' Tarasovs 63' | (2–0) Jegyzőkönyv |         |

| Skonto stadion, Riga Nézőszám: 4153 Játékvezető: Mads-Kristoffer Kristoffersen (dán) |

| 2017. október 10. 20:45 (19:45 UTC+1) |

| Portugália                       | 2–0               | Svájc |
| -------------------------------- | ----------------- | ----- |
| Djourou 41' (öngól) A. Silva 57' | (1–0) Jegyzőkönyv |       |

| Estádio da Luz, Lisszabon Nézőszám: 61 566 Játékvezető: Cüneyt Çakır (török) |